# کاروی اچر
کاروی اچر (مجاری: Károly Ecser; ۲۲ اکتبر ۱۹۳۱ – ۶ آوریل ۲۰۰۵) وزنه‌بردار اهل مجارستان بود.
وی در مسابقات کشوری و بین‌المللی در مجموع برندهٔ ۱ مدال برنز شده‌است.